# Love Is Alive (Lea Michele)
Love Is Alive è un singolo della cantante Lea Michele, estratto dall'album in studio Places e pubblicato il 3 marzo 2017.

## Tracce
1. Love Is Alive – 3:39